# Hegemonija
Prevlast ili posuđenica hegemonija (iz starogrčkog: hegemon "vođa") odnosi se na dominaciju ili prevlast jedne države, etnije u organizaciji ili sličnim čimbenicima na području politike, vojske, gospodarstva, vjere i/ili kulture. 
U usporedbi s hegemonom (ostvariteljom hegemonije), ostale osobe imaju samo ograničene mogućnosti praktično sprovesti svoje ideje i interese. 
Teorijske ili pravne mogućnosti mogu postojati, ali provedba često pada zbog mogućnosti utjecaja i ovlasti hegemona.

## Hegemonija u višenacionalnim državama
Jedan od značajnih razloga za nezadovoljstvo djela pučanstva i koji je suodgovoran za raspad višenacionalnih država kao primjerice Austro-Ugarske, Sovjetskoga Saveza, Jugoslavije je predstavljala hegemonija tada većinskih naroda. 